# The Visual Novel Database
The Visual Novel Database (litt. « La Base de données de Visual Novels »), officiellement abrégé en vndb, est une base de données de visual novels — romans vidéoludiques en français — fondée en septembre 2007 par Yoran « yorhel » Heling. Il s'agit d'une base de données sous forme de wiki où tout utilisateur inscrit peut contribuer.
Selon Electronic Gaming Monthly, VNDB a contribué à promouvoir les visual novels auprès d'un public international.

## Fonctionnalités

### Base de données
VNDB est une base de données fournie d'environ 28000 fiches sur différents visual novels et est actualisée par les membres inscrits de site. La base de données possède également des fiches sur les personnages présents dans ces visual novels, les développeurs, leurs employés, les éditeurs et les traducteurs professionnels ainsi qu'amateurs de visual novels. Le site est navigable via des catégories, des critères / filtres comme la langue du jeu ou encore en se rendant sur des fiches au hasard. Les informations de la base de données sont disponibles sous la licence Open Database License 1.0.

### Forum
VNDB possède un forum public ou chaque utilisateur inscrit peut discuter avec les autres membres.

### Liste personnelle de suivi
VNDB peut faire office de liste de suivi, il est possible de se faire une liste de souhait, une liste blanche, une liste noire, ou de décrire un statut d'avancement à un jeu comme fini, abandonné, en cours de jeu, etc.

### Agrégateur de notes et de critiques
VNDB fait office d'agrégateur de notes. Elle regroupe les notes données par les utilisateurs inscrits à un jeu puis fait des statistiques et publie une note moyenne.
Depuis le 31 août 2020, il est également possible de rédiger des critiques ; soit des mini-critiques, soit des critiques complètes.

#### Échelle de notation
| 1                         | 2      | 3       | 4            | 5     | 6      | 7    | 8         | 9         | 10              |
| ------------------------- | ------ | ------- | ------------ | ----- | ------ | ---- | --------- | --------- | --------------- |
| le pire de tous les temps | atroce | mauvais | pas terrible | moyen | décent | bien | très bien | excellent | un chef-d’œuvre |

### API
VNDB possède une API — Application Programming Interface, interface de programmation d’applications en français — publique en temps réel à destination des développeurs souhaitant interagir avec la base de données pour par exemple récupérer des informations ou automatiser des tâches concernant une liste de suivi personnelle. JSON est le format utilisé.

## Histoire du site
Après avoir fini Ever 17: The Out of Infinity, yorhel se demanda pourquoi lui a-t-il fallu plusieurs mois pour trouver le jeu, pourquoi n'en a-t-il jamais entendu parler, pourquoi les visual novels était si peu connu dans toutes les communautés de fans d'anime, de manga et de jeux en général et pourquoi il y avait-il une absence totale de toute ressource centrale, ou même d'une simple liste de visual novels, ce qui rendait très difficile la recherche de nouveaux jeux ou l'obtention d'un bon aperçu de ce qui était disponible.
Après trois semaines de travail acharné, la première version de VNDB a vu le jour en septembre 2007 pour combler ce vide d'information. L'obscurité et la petite fanbase autour des visual novels combinées au strict minimum de fonctionnalités et au système de contribution rigide utilisé à l'époque, ont fait que la base de données n'a connu qu'une croissance lente. Mais avec le temps, de plus en plus de personnes apprirent l'existence de VNDB, des fonctionnalités nouvelles et avancées ont été mises en circulation et en réponse, de plus en plus de visiteurs ont commencé à fournir des informations. La mise en place d'un système de contribution amélioré et ouvert en février 2008 a motivé encore plus d'utilisateurs à soumettre des informations, et en septembre 2008 - un an après la version initiale de la VNDB - la base de données répertoriait alors plus de 1000 visual novels et 2000 versions.
Il est décrit comme ci-dessous le but du site :
« Our primary goal is building a large, comprehensive and up-to-date database for information about all existing visual novels. VNDB aims to be a central place to look up general information about the visual novels themselves, as well as practical information around it, like available releases, localisations and producers. Our secondary goal is to promote the wonderful medium called visual novels to a broader audience, an audience not limited only to people who can understand Japanese, but to anyone interested in literature, anime, manga or games, regardless of their geographical location or cultural differences. »
« Notre objectif premier est de constituer une base de données vaste, complète et actualisée pour les informations sur tous les visual novels existants. VNDB se veut un lieu central pour la recherche d'informations générales sur les visual novels eux-mêmes, ainsi que d'informations pratiques autour d'eux, comme les versions disponibles, les localisations et les producteurs.

Notre objectif secondaire est de promouvoir le merveilleux médium dénommé visual novel auprès d'un public plus large, un public qui ne se limite pas seulement aux personnes qui peuvent comprendre le japonais, mais à toute personne intéressée par la littérature, les animés, les mangas ou les jeux, indépendamment de leur situation géographique ou des différences culturelles. »

## Prise de position concernant le piratage
« Our stance on piracy is that patches and downloads that have modifications to the game's contents are allowed. This includes translation patches and restoration patches. Any downloads, tools, cracks or codes that have the sole purpose of avoiding the purchase of a game are considered piracy and should not be discussed on this site. »
« Notre prise de position sur le piratage est que les patchs et les téléchargements qui ont des modifications sur le contenu du jeu sont autorisés. Cela inclut les patchs de traduction et les patchs de restauration [de contenu]. Tous les téléchargements, outils, cracks ou codes qui ont pour seul but d'éviter l'achat d'un jeu sont considérés comme du piratage et ne doivent pas être abordés sur ce site. »

## Identité visuelle
The Visual Novel Database n'a pas à proprement parler de logotype, le site n'utilise souvent qu'un texte en italique indiquant « The Visual Novel Database ».

Simple texte bleu en italique.
Variante comportant le nom de domaine du site provenant d'une bannière promotionnelle.

## Utilitaires non officiels

### Applications

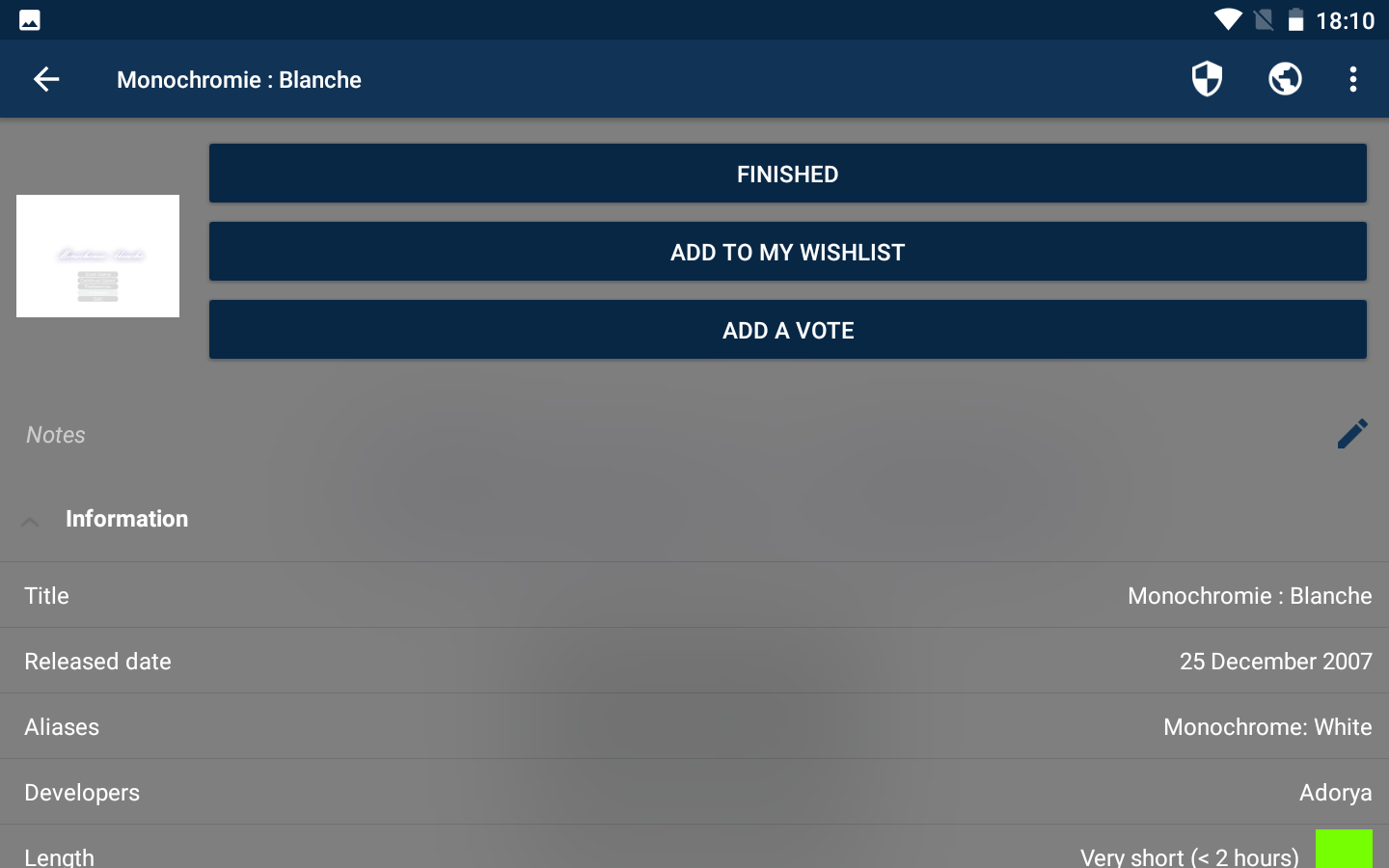
Capture d'écran de l'application VNDBA sur la page VNDB du jeu Monochromie : Blanche.

Il est possible de naviguer sur VNDB sur tout appareil tournant sous Android, par exemple en utilisant l'application VNDBA.

### Extensions
Il existe également des extensions non-officielles sur navigateurs web dédiées à VNDB, par exemple pour en améliorer la lisibilité.

## Équivalents
Au Japon, son équivalent est ErogameScape (qui a un rang Alexa de 87 143) et en mandarin, son équivalent est Bangumi (qui a un rang Alexa de 8 615). The Visual Novel Database a un rang Alexa de 51 063.

## Voir également
- Visual novel
- ErogameScape
- Liste de visual novels